# Філібастер
Філібастер (англ. filibuster) — тактика перешкоджання законопроєктам парламентською меншістю шляхом затягування ухвалення рішень за допомогою внесення величезної кількості поправок, декламування гасел, розлогих роздумів на тему і не по темі. Філібастер як форма парламентської боротьби розвинувся в США завдяки історичній традиції, оскільки тривалість обговорення в Сенаті США, на відміну від Палати представників, не обмежена. Подібна тактика впливу на прийняття рішень відома з античних часів. З плином часу філібастер став традиційним способом парламентської боротьби в багатьох країнах.
Термін «філібастер» походить від іспанського слова «fee-lee-bote»[уточнити], яке позначало невеликий човен, на якому пірати атакували інші кораблі і захоплювали видобуток. У XIX столітті слово філібастер прийшло в англійську мову і спочатку означало піратів, які грабували прибережні території.

## Історія
Джордж Вашингтон, перший президент Сполучених Штатів, бачив у цій процедурі гідність верхньої палати як «блюдця, що охолоджує пристрасті». Особливості регламенту були успішно використані сенаторами. Згідно з процедурою, для припинення філібастера необхідно 60 голосів зі ста. Перший філібастер трапився в 1841 році — страйк призвів до парламентської угоди.
Рекорд тривалості філібастера поставив у 1957 році сенатор-сегрегаціоніст Стром Термонд — його промова проти закону про цивільні права тривала 24 години 18 хвилин. На фотографіях, які закарбували цей епізод, сенатор Термонд стоїть перед мікрофоном з довгим сувоєм промови в руках.
Член верхньої палати може говорити про що завгодно і як завгодно довго — його право практично нічим не обмежено. Цим правом широко користувався, наприклад, такий ветеран Конгресу, як демократ Роберт Берд, відмінний знавець парламентської процедури. Бажаючи затягнути обговорення, він починає промову спогадами про своє босоноге дитинство, перемежовує її вставними новелами про тих, з ким йому довелося зустрічатися на довгому життєвому шляху, цитує Біблію і публіцистичні опуси батьків-засновників.
При відсутності у парламентської більшості необхідних шістдесяти голосів єдиний спосіб боротьби з філібастером складається в оголошенні засідання безстроковим, доти, поки не буде вичерпаний запас промов представників меншості та не відбудеться голосування.
"У 1988 році сенатор Берд, бувши лідером демократичної більшості у верхній палаті, оголосив пленарне засідання безперервним аж до голосування; республіканці відповіли бойкотом і роз'їхалися по домівках, однак Берд наказав сенатському приставу заарештувати відсутніх сенаторів і доправити їх у палату під конвоєм. Але сенатори не сиділи вдома, а ховалися у друзів і родичів. Заарештувати і оселити на робоче місце о другій годині ночі вдалося лише одного республіканця, причому в ході насильницького доправляння йому зламали палець. Кворуму як і раніше не було, і після восьмого голосування за припинення дебатів законопроєкт був знятий з порядку денного. Нині тривалість сенатських дебатів, після того, як ухвалено рішення їх закрити, обмежена 30 годинами. Сенатори найчастіше просто не з'являються на голосування, і клерк марно вигукує їхні імена".

## У культурі

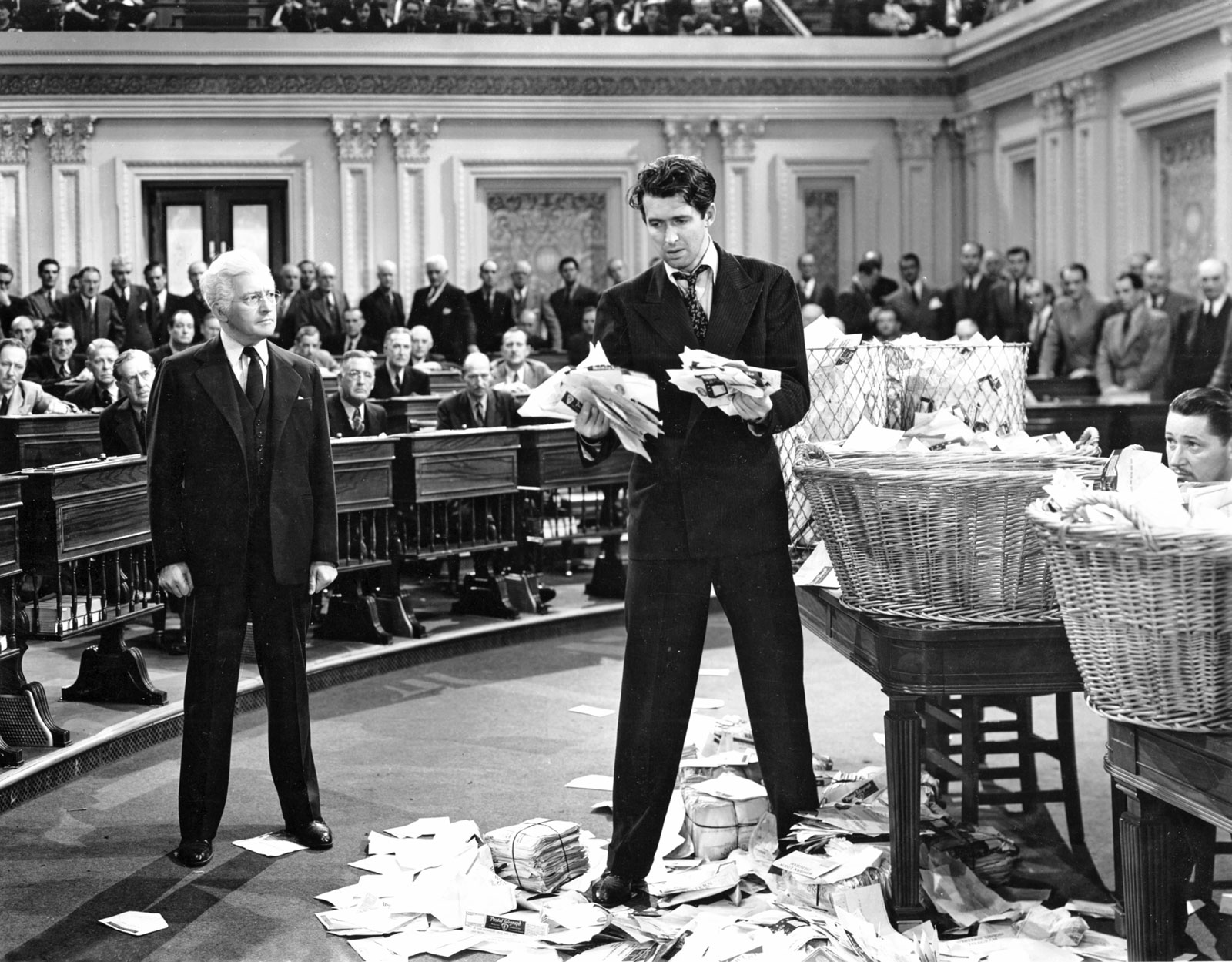
Клод Рейнс та Джеймс Стюарт у фільмі «Містер Сміт вирушає до Вашингтона»

У фільмі Френка Капри «Містер Сміт вирушає до Вашингтона» чесний сенатор Джефферсон Сміт, який щоправда слабо розбирається у політиці, потрапляє під помилкове звинувачення, і, щоб виправдатися, змушений вдатися до філібастера: говорити до тих пір, поки в його рідному штаті громадськість не висловиться на його користь і не спростує неправдиві звинувачення.
У 6-й серії 6-го сезону серіалу «Парки та зони відпочинку» головна героїня, радник міського управління Леслі Ноуп, затягує слухання про введення законопроєкту шляхом філібастера.
Автори серіалу «Скандал» у певному сенсі екранізували вчинок техаського сенатора Венді Девіс, яка протягом 13 годин без перерв і можливості спертися на що-небудь, повною прикладів промовою про те, що у жінок не можна відбирати право вибору, перешкодила прийняттю закону про заборону переривання вагітності після 20-го тижня. Персонаж колишньої дружини президента альтернативної Америки в 78-й серії серіалу, сенатор від штату Вірджинія Меллі Грант, 16 годин стояла біля подіуму в Сенаті, щоб не пропустити закон про припинення фінансування некомерційної організації, що діє вже близько 100 років — Американської федерації планування сім'ї.